# Plouvien
Plouvien település Franciaországban, Finistère megyében. Lakosainak száma 3930 fő (2022. január 1.). Plouvien Bourg-Blanc, Coat-Méal, Kernilis, Lannilis, Loc-Brévalaire, Plabennec, Plouguerneau és Tréglonou községekkel határos.

## Népesség
A település népességének változása:
| Lakosok száma | 2291 | 2779 | 2886 | 3548 | 3715 | 3727 | 3766 | 3832 | 3851 | 3930 |
|               | 1968 | 1982 | 1990 | 2006 | 2013 | 2015 | 2017 | 2019 | 2020 | 2022 |